# Bruno Rousselot
 (janvier 2016).
Si vous disposez d'ouvrages ou d'articles de référence ou si vous connaissez des sites web de qualité traitant du thème abordé ici, merci de compléter l'article en donnant les références utiles à sa vérifiabilité et en les liant à la section « Notes et références ».
Bruno Rousselot, né le 12 novembre 1957 à Joinville (52), est un artiste français qui vit et travaille à Châtillon-sur-Loire (45). Il enseigne à l'École Nationale Supérieure d'Art de Dijon.

## Biographie
Bruno Rousselot fait ses études à l'Ecole des Beaux-Arts de Besançon puis vient à Paris où il s'inscrit  au centre universitaire expérimental de Vincennes dans trois disciplines : les arts plastiques, le cinéma et les sciences de l'éducation. C'est à Paris qu'il commence à peindre régulièrement et choisit l'abstraction. Il regarde déjà du côté des artistes américains, notamment  ceux de la Pattern Painting. 
En 1981, Bruno Rousselot, Christine Caquot, Thierry Cheverney et Christophe Cuzin fondent l'Usine de Pali-Kao qui devient un haut lieu de la création artistique alternative à Paris.
Il part à New York en 1987.  Il y vit et y travaille pendant dix ans dans le quartier de Dumbo à Brooklyn.
À la fin des années 1990, Bruno Rousselot revient s'installer en France.
Marqué par sa rencontre avec Sol LeWitt à New York, il en a retenu le souci de développer une géométrie sensible où la surface colorée joue un rôle prépondérant. La pratique de la couleur et la mise en espace de formes sur le tableau constituent les deux aspects majeurs de son travail. 
Il réalise des projets in situ dans des lieux publics, dont l'installation In°O  à l’Hôtel Dupanloup, Université d’Orléans, dans le cadre du 1% artistique (2014) .
Son travail est dans de nombreuses collections publiques et institutions en France, aux USA : Musée National d’Art Moderne Centre Pompidou, Paris, MoMA (New-York), National Gallery of Art de Washington D. C…
Sa première exposition personnelle dans une institution française était au Centre d'art de Vassivière (63). Il a aussi exposé au Musée d'art moderne de Saint-Etienne, au " Quartier" à Quimper, au Centre d'art de Flaine ou à l'Institut français de Thessalonique (2000).

## Œuvre
Pendant quelques années, les œuvres de Bruno Rousselot se sont organisées en séries. Généralement liée à une exposition, une série constitue un ensemble de tableaux répondant à un protocole précis de fabrication, qui assure une cohérence dans les peintures, où rien dans le contexte de la série ne doit être différent. Cependant, le protocole peut être soumis à des variations, donnant lieu à des « générations » ou des « familles » différentes au sein même d’une série. Au fil du temps, les séries ont commencé à se croiser les unes aux autres, à l’image du travail de dessin et d’estampe qui s’est souvent affranchi du protocole ou de la forme imposée. Aujourd’hui, il n’y a pas de nouvelle série.  Les nouveaux tableaux sont « hors-séries »  
- Aurore depuis 2006
- Concorde depuis 1995
- Delta 1992/1993
- Éclat depuis 2002
- Fragmentation depuis 1992
- Labyrinthe 1988-1990
- X depuis 2009
- Domino / Formica 1986-1987
- IKABé 1985

Les différentes séries se développent conjointement, mais elles gardent néanmoins individuellement un rythme qui leur est propre.
Chaque série présente et représente un dessin de figures géométriques qui lui sont spécifiques, sans pour autant qu'un tableau ne soit la variation d'un autre.
Chaque tableau explore la surface colorée dans ses pleins et ses vides, dans sa relation à la lumière et dans le jeu des couleurs entre elles.
La couleur est déposée au rouleau dans un monochrome initial, qui est recouvert par endroits d'une seconde couche dont la forme aura été délimitée par du ruban adhésif. En ôtant ce dernier, la ligne accuse un tremblé, à peine visible, qui unit les deux épaisseurs entre elles.

## Réalisations in-situ
- 2013
  - In°O, Hôtel Dupanloup, Université, Orléans
  - Open Sky Museum, Saint Herblain, Nantes
  - FR66, Paris
- 2011
  - Colonne peinte, Chapelle Sainte Radégonde, Chinon
- 2009
  - Wall Painting n° 13, 24 couleurs, École Supérieure d’Art et de Design, Orléans
- 2008
  - Sol, Château de Kerpaul, Loctudy
- 2007
  - Sol, Slick, Semiose galerie - éditions, Paris
  - Wall Painting, Semiose galerie - éditions, Paris
  - Vitrail, Notre-Dame des Fleurs, Moric
  - Wall Painting, École d'Arts Plastiques, Châtellerault
- 2006
  - Wall Painting, Maison de la Culture, Bourges
  - Wall Painting, Notre-Dame des Fleurs, Moric
  - Wall Painting, Atelier Cantoisel, Joigny
- 2005
  - Wall Painting, Atelier Cantoisel, Joigny
  - Sol, Centre Romain Rolland, Clamecy
- 2004
  - Wall Painting, Atelier Cantoisel, Joigny
- 2003
  - Wall Painting, Atelier Cantoisel, Joigny
  - Wall Painting, Galerie Zürcher, Paris
- 2002
  - Vitrail, Atelier Cantoisel, Joigny

## Expositions personnelles
- 2021    
  - Deji Museum, Nankin, Chine
- 2018 
  - Art Karlsruhe, galerie Oniris  Fédération Européenne de Psychanalyse, Bruxelles
- 2014
  - "74" Eléments préparatoires à la création du 1 % artistique de l'hôtel Dupanloup à Orléans, ESAD, Orléans
- 2013
  - "A,C,D,E,F,L,T " Galerie Oniris-Florent Paumelle, Rennes, France
- 2012
  - Galerie Bernard Ceysson, Luxembourg
- 2011
  - Recent paintings Semiose Galerie, Paris
- 2010
  - Galerie Bernard Ceysson, Luxembourg
- 2009   
  - Wall Painting n° 13, 24 couleurs, Ecole Supérieure d’art et de design d’Orléans, (sur. Nicolas Royer)
- 2008 
  - Sémiose Galerie, Paris
- 2007    
  - L’art dans les chapelles, Notre Dame des Fleurs, Moric
- 2006     
  - L’art dans les chapelles, Notre Dame des Fleurs, Moric
  - Peintures, Maison de la Culture, Bourges (cur. Hubert Besacier)
- 2005
  - Estampes (Semiose éditions), Artothèque d’Auxerre
  - Peintures, Collège Albert Camus, Auxerre, France
- 2004
  - Peintures, Galerie Éric Linard, La Garde Adhémar, France
- 2003
  - Éclats, Fragmentations, Galerie Zürcher, Paris, France
  - Kimbrough Ass., invitation de Bernard Chenebault, Paris, France
- 2000
  - Tableaux Récents, Aldébaran, Baillargues, France
  - Union des Peintres d’Azerbaïdjan, Bakou, Azerbaïdjan
- 1999
  - Peintures, Institut Français, Thessalonique, Grèce
  - Encres, École d’Arts Plastiques, Châtellerault, France
  - Encres, Galerie Zürcher, Paris, France
- 1998
  - Concorde, Galerie Zürcher, Paris, France1997
  - Concorde, Centre d’Art, Flaine
- 1996
- Concorde, Galerie Zürcher, Paris, France
  - 1995
  - Labyrinthe et Delta, École des Beaux-Arts, Valence, France
  - Delta, Lennon, Weinberg, Inc., New-York, États-Unis
  - Centre d’art contemporain de Vassivière, Beaumont du Lac, France
- 1994'
  - Delta, Galerie Zürcher, Paris, France
- 1993
  - Peintures, Dessins, « Découvertes », Galerie Zürcher, Paris, France
- 1992
  - Labyrinths, Recent Painting, Lennon, Weinberg, Inc., New-York, États-Unis
- 1991
  - Labyrinthe, Galerie Zürcher, Paris, France
- 1987
  - Domino Classique, Galerie Georges Lavrov, Paris, France
- 1986
  - Ikabé, Galerie Ek’ymose, Bordeaux, France
- 1983
  - Galerie Sarradet, Carcassonne, France
  - Galeria All’Attila, Bellinzona, Suisse
  - 1981
  - Galerie Image, La Côte St-André

## Expositions collectives
- 2019 
  - Sillages, Cheong Ju Museum of art, Corée
- 2016
  - Histoires de Formes, les Tanneries, Amilly, France
- 2015
  - A Few Day, Lennon, Weinberg, Inc. New York
  - 90°-géométries urbaines, Médiathèque, Bagnolet
- 2014
  - Mécaniques du dessin, FRAC Limousin, Limoges
  - The Abstract Experience, AnyWhere Galerie, Paris
  - Tableaux, Semiose galerie-éditions, Paris
  - Salon SLICK Attitude - octobre 2014, Paris, France
- 2013
  - Galerie Oniris, Rennes, France
  - Donation Florence et Daniel Guerlain, MNAM, Centre Pompidou, Paris
- 2012
  - La ligne passée, Galerie Bernard Ceysson, Luxembourg
  - Accrochage de groupe, ouverture, Galerie Bernard Ceysson, Genève
- 2011
  - Choses Incorporelles, Musée des Beaux-Arts, Libourne (cur. Alain Coulange)

- - L'éclair au Leclerc, Tonnerre, France
  - Laurent Proux, Bruno Rousselot, Salon du Dessin, Semiose, Paris, France
- 2010
  - Demeure en peinture, La maison Cantoisel, Joigny

- - FIAC, Semiose galerie - éditions, Paris, France
  - Néo Géo & Cie, FRAC-Artothèque Nouvelle-Aquitaine Limousin, Limoges, France
- 2009
  - Thema 4 : Abstraction(s), Galerie Bernard Ceysson, Luxembourg
  - FIAC, Semiose galerie - éditions, Paris, France
  - Ce que j’ai sous les yeux, Musée d’art et d’histoire, Saint-Denis, France
  - Multiples, Galerie L’Agart, Amilly
  - Instants et glissements, La Box, École supérieure d'art, Bourges
  - Art Élysées, Galerie Bernard Ceysson, Paris
  - Le temps est un enfant-Peinture, Atelier Cantoisel, Joigny
  - 30 Ans de passion, collection Hôtel Bedford-Paris, Les Dominicaines, Pont-l’Évêque
  - Acquisitions 2009, Artothèque, Angers
  - Yes I can, galerie Jean Greset, Besançon
  - Dessins, galerie Satellite, Paris
- 2008
  - Slick, Semiose galerie - éditions, Paris
  - Papier peint, École des beaux-arts, Valence
  - 777, Château de Kerpaul, Loctudy
  - Cent, Galerie Defrost, Paris
- 2007
  - L’art dans les Chapelles, Notre-Dame des Fleurs, Moric
  - Art Paris, Galerie Éric Linard
  - Slick, Semiose galerie - éditions, Paris
  - École d’Arts Plastiques, Châtellerault
- 2006
  - Open 20, artothèque de Caen
  - L’art dans les Chapelles, Notre-Dâme des Fleurs, Moric
  - Kunst 06, Zéro l’Infini, Zurich
  - Collection de l’Artothèque du Limousin, Hôpital Dupuytren, CHU Limoges
  - La Force de l’Art, Grand Palais, Paris (cur. Eric de Chassey)
  - Acquisitions 2006, Le Ring, Nantes
- 2005
  - À l’école d’une maison, Atelier Cantoisel, Joigny
  - Couleur Privée, Centre Romain Rolland, Clamecy
  - Semiose éditions, Atelier Joël Leloustre, Caen
  - Signes et Signé, École d’Arts Plastiques, Châtellerault
  - Dessin, École des Beaux-Arts, Valence
- 2004
  - Réserves sans réserve, Galerie Éric Linard, La Garde Adhémar
  - Nouvelles Acquisitions, Artothèque de Caen
- 2003
  - En verre et contre mur, Atelier Cantoisel, Joigny
  - Une maison – Une collection, Atelier Cantoisel, Joigny
- 2002
  - Peintures, École des Beaux-Arts, Rennes
  - Collection Eric Linard, Chapelle des Capucins, Aigues-Mortes
  - Les murs d’une maison, Atelier Cantoisel, Joigny
  - 51 artistes édités par Éric Linard, Cloître Saint-Louis, Avignon
- 2000
  - Five, Lennon, Weinberg, Inc., New-York
  - Support mémoire, Atelier Cantoisel, Joigny
  - Dédales, Maison de la Culture, Amiens (cur. Olivier Grasser)
  - L’art dans le vent, Domaine départemental, Chamarande
- 1999
  - À dess(e)ins, Collection P. Piguet, Galerie de l’Ancien Collège, Châtellerault
  - FIAC, Éric Linard Éditions, Paris
  - Éric Linard, l’éditeur du Val des Nymphes, CRAC-Alsace, Altkirch
- 1998
  - Bilan/actualité, 1991-1998, Centre d’Art Contemporain, Vassivière
  - Noir et Blanc, Fondation Guerlain, Les Menuls
- 1997
  - Abstraction, Abstractions – Géométries provisoires, Musée d’Art Moderne, Saint-Étienne (cur. Camille Morineau, Eric de Chassey)
  - Abstrait : Torie Begg, Martina Klein, Bruno Rousselot, Juan Usle, Le Quartier, Quimper (cur. Dominique Abensour)
  - La Règle et l’Emotion, Fondation Campredon, l’Isle-sur-la-Sorgues
  - Lumière d’été, Atelier Cantoisel, Joigny
- 1996
  - FIAC, Galerie Zürcher, Paris
  - Œuvres sur papier, Galerie Zürcher, Paris
- 1995
  - FIAC, Galerie Zürcher, Paris
  - Group Show, Lennon, Weinberg, Inc., New-York
  - Foire de Kokke-Le-Zoute, Galerie Zürcher, Paris
  - Mettez l’art dans votre vie, Le Bon Marché, Paris
  - Logo Non Logo, University of South Florida, Contemporary Art Museum, Tampa, Floride
  - De z à b... les dés sont jetés, 125 rue Castagnary, Paris
  - L’Atelier Parisien, Le Journal des Expositions, Paris
- 1994
  - Géométrie en Question, Galerie Zürcher, Paris
  - Vraiment peintres, Galerie Zürcher, Paris
  - FIAC, Galerie Zürcher, Paris
  - Galerie Bernard Jordan, Paris
  - Atelier 94, Florence Lynch, New-York
  - Lookout Urban Space, New-York
  - The Burning Show, Landau Gallery, New-York
  - Logo Non Logo, Tread Waxing Space, New-York
  - Group Show, Lennon, Weinberg, Inc., New-York
  - Le Temps d’un dessin, École des Beaux-Arts, Lorient
- 1993
  - Vraiment peintres, Galerie Zürich, Paris
  - Jours tranquilles à Clichy, Tennisport Arts, Long Island City, New-York
  - Works on Paper, Lennon, Weinberg, Inc., New-York
- 1992
  - Geometric Strategies, Marilyn Pearl Gallery, New-York
  - Summer Show, Philippe Briet Gallery, New-York
  - Slow Art, Painting in New-York Now, PS1, Long Island City, New-York
  - Summer shares, Lennon, Weinberg, Inc., New-York
  - Jours tranquilles à Clichy, Paris
  - Nouvel espace, Galerie Zürcher, Paris
- 1991
  - Triangle Workshop Tenth Anniversary, Usdan Gallery, Bennington College, Vermont
- 1988
  - Cuzin, Rousselot, Galerie G., Besançon
- 1987
  - Voies Abstraites, Galerie Zürcher, Paris
  - Art 18’87, Galerie Lavrov, Bâle, Suisse
  - Salon de Montrouge
  - Galerie Beau Lézard, Paris
  - Ceci n’est pas un Carré Blanc, CNAP, rue Berryer, Paris
- 1986
  - Galerie Georges Lavrov, Paris
  - Salon de mai, Paris
  - Galerie Ek’ymose, Bordeaux
  - Art 17’86, Galerie Lavrov, Bâle, Suisse
  - FIAC, Galerie Lavrov, Paris
  - Villa Cordi-Salviati, Sestofiorentino, Italie
- 1985
  - Fransk Konst, En ny Generation, Kulturhuset, Stockholm, Suède
- Musée de la Monnaie, Paris
  - Art in situ, Equevilley, Haute-Saône
  - Le Génie de la Bastille, Atelier Bernard Cousinier, Paris
- 1984
  - L’Autre Nouvelle Génération, CNAP, Galeries nationales du Grand Palais, Paris
  - Après Wols Tout Est à Refaire, rue Lemercier, Paris
- 1983
  - 6 expositions pour l'Été, Musée des Beaux-Arts, Chartres
- 1982
  - Annick Chemama, Pierre Le Clère, Bruno Rousselot, Usine Pali-Kao, Paris
  - Gdansk 82, rue Berryer, Paris
  - Situation Île-de-France, Maison des Arts, Créteil
- 1981
  - Ouverture : Pali-Kao, Usine Pali-Kao, Paris

## Collections
- Musée National d'Art Moderne, Centre Pompidou, Paris (donation F.et D. Gerlain)[1]
- Museum Of Modern Art, New York, États-Unis (donation Werner Kramarsky)
- National Gallery of Art, Washington DC, États-Unis
- Weatherspoon Art Museum, University of North Carolina, Greensboro, États-Unis
- Arkansas Arts Center, Little Rock, États-Unis
- Fonds national d'art contemporain, France
- Fonds municipal d'art contemporain de la Ville de Paris
- Fonds départemental d'art contemporain de Seine-Saint-Denis, France
- Bibliothèque nationale de France
- Fondation Cartier, Paris, France
- Fondation Guerlain, Les Ménuls, France
- Le Bon Marché, Paris, France
- Artothèque du Limousin, Limoges, France
- Artothèque de Caen, Basse-Normandie, France
- Artothèque d'Auxerre, Bourgogne, France
- Artothèque d'Annecy, Haute-Savoie, France
- Artothèque de Châtellerault, Poitou-Charentes, France
- Artothèque d'Angers, Pays de Loire, France
- Le Ring, Artothèque de Nantes, Pays de Loire, France

## Publications
- Bruno Rousselot Tableaux 1994-2008, texte de Eric de Chassey, Semiose éditions, 2008  (ISBN 978-2-915199-40-6).
- Sillage, French Contemporary Abstraction Exhibition, Cheonggiu Museum of Art, Corée, dec 2019
- L’art à ciel ouvert, la commande publique au pluriel, 2007-2019, sous la direction de Thierry Dufrêne, Coll. Beaux-livres, Flammarion, oct 2019   Texte de Marie-Laure Bernadac pour I.n°O, œuvre in situ à l’Hôtel Dupanloup, Université d’Orléans
- Bruno Rousselot, Du dessin à l’espace. Editions Hermann.  (printemps 2021)   Textes de Sophie Eloy, Erik Verhagen et Marie Gayet, entretien avec Jean-Christophe Royoux